# 小田急ポイントカード
小田急ポイントカード（おだきゅうポイントカード）は、小田急電鉄株式会社が発行する小田急グループ関連施設等で利用できるポイントカードおよびクレジットカードである。

## 概要
小田急ポイントカードは、もともと小田急電鉄の子会社である小田急百貨店のみ利用できるハウスカードであった。その後、京王グループが統一ポイントサービス「京王パスポートクラブ」を開始したことを受け、小田急グループも統一のポイントサービス事業に参入している。
2004年には、小田急電鉄が子会社として設立した小田急カードがカードの発行を開始。翌年に小田急電鉄が小田急カードを吸収合併し、現在は小田急電鉄が直接、小田急ポイントカードの運営を行っている。

## 種類

### クレジットカード
OPクレジットカードは小田急電鉄（VISA/MasterCard）およびジェーシービー（JCB）が発行を行っている。
VISA/MasterCardについては、入会募集やクレジットカード業務を三菱UFJニコス（UFJカード→MUFGカード）へアウトソーシングしている。かつてはJCBブランド付きのカードもジェーシービーへのアウトソーシングであったが、2023年8月16日をもって発行業務もジェーシービーへ移管された。インターネットサービスについては、VISA/MasterCardはMUFGカードWEBサービスが、JCBは小田急電鉄が発行していた時代からMyJCBが利用可能である。
- OPクレジット
国際ブランドはVISA又はMasterCard（MUFGカード）、JCBから選ぶ事が出来る。カードの表面の色は青色。

- OPクレジットゴールド
ゴールドカード。年間200万円以上クレジット決済すると翌年の年会費が無料となる。家族カードも同様。

- JALカード OPクレジット
JALカード機能付きのOPクレジットカード。グレードは普通（一般）、CLUB-A、CLUB-Aゴールド。国際ブランドはJCBのみ。PASMOオートチャージサービス対応。

### ポイントサービス専用カード
- OPポイント専用カード
クレジット機能が無いポイントカードである。年会費は一切不要で、カード発行手数料は無料。申込可能対象年齢は13歳以上で申込できる。

### 追加カード
- 家族会員カード
OPクレジットカード会員に限り申込可能。家族の年齢が18歳未満・高校生の場合はクレジット機能無のOPポイント専用カードが発行される。（逆にクレジットカード機能を希望しない18歳以上の家族会員希望者も発行可能。）またVISAやJCB、マスターカード機能のないOPポイント機能専用カードの発行依頼は、小田急カード専用デスクまたは小田急百貨店（新宿・町田・藤沢の各カードセンター）で受け付ける。発行から到着までにおおよそ2週間から3週間程度掛かる。
- オートチャージサービス機能付きPASMO
- ETCカード
- プラスEXカード
東海旅客鉄道（JR東海）が提供する東海道新幹線の会員制予約サービス。プラスEXカードを利用することにより、東海道新幹線の割引が受けられるが、同社のエクスプレス予約とはサービス内容が異なる。年会費は500円（税抜）。

### 過去に発行していたクレジットカード
- OPクレジット ハウス
小田急ポイントカードのサービスが受けられる店でのみクレジットが利用できるハウスカード。2005年3月31日付で新規募集が停止された。
- OPクレジットRカード
小田急ロマンスカーVSEの就役を記念して、2005年1月15日から5万枚限定で発行されたカードである。黒地にVSEのロゴと車体がカード券面にデザインされている。なお、Rカードだけの特典として、ポイントで小田急電鉄グッズと交換を出来るほか、小田急グッズショップ「TRAINS」で商品が10%割引となる。
先の通り5万枚限定発行で募集されたが、デザインのウケなどでRカードの入会者が伸びなかったのか、逆に好評だったのか定かではないものの、なぜか14ヵ月先の2006年3月31日まで募集された。現在は既存会員のみ保有しているが、有効期限到来に伴い、OPクレジット（青いカード）へ変更される。
- OPクレジットRIIカード
Rカードに代わって2006年4月から発行が開始されたカードで、券面はこげ茶地でロマンスカーのロゴデザインが入っている。Rカードと同様の特典がある。2008年9月15日付で新規募集を中止。現在は既存会員のみ保有しているが、有効期限到来に伴い、OPクレジット（青いカード）へ変更される。

## 主なポイントサービス加盟店

### ショッピング
- 小田急百貨店
- Odakyu OX ストア （スーパーマーケット）
- 本厚木ミロード
- 新百合ケ丘エルミロード
- 相模大野ステーションスクエア
- 成城コルティ
- 海老名ビナウォーク　※2013年4月1日より小田急ポイントの加盟店になった。
- ミニプラ
小田急新宿西口店、新百合ヶ丘店
- THE BODY SHOP
新宿小田急エース店、マルシェ新百合ヶ丘店
- Hibiya-Kadan Style
本店、新宿駅西口店、Delicious、フローラ店、BE GREEN、新百合ヶ丘エルミロード店、Lesson、多摩センター店、鶴川店、玉川学園店、町田店、相模大野店、相模原店、ビナウォーク店、大和プロス店、藤沢店
- 小田急グッズショップTRAINS
新宿店、ロマンスカーミュージアム店
- 大和プロス地下食品街

### レストラン・喫茶
- ハイアットリージェンシー東京
- ホテルセンチュリーサザンタワー
- のみくい豚道楽 新宿南口店
- トラットリア ペッシェドーロ 新宿店（新宿サザンテラス内）
- カフェ ダイニング エルヴェ 新百合ヶ丘店
- リストランテ アベーテ はるひ野店
- 小田急百貨店内（新宿、町田、藤沢）のレストラン・喫茶
- 新宿ミロード内のレストラン・喫茶
- 新百合ヶ丘エルミロード内のレストラン・喫茶
- 相模大野ステーションスクエア内のレストラン・喫茶

### レジャー・観光
| - 小田急トラベル - 小田急志津ゴルフクラブ（千葉県佐倉市） - 小田急藤沢ゴルフクラブ（神奈川県綾瀬市） - 小田急西富士ゴルフ倶楽部（静岡県富士宮市） - 富士小山ゴルフクラブ（静岡県駿東郡小山町） - 中伊豆グリーンクラブ（静岡県伊豆市） - 小田急箱根レイクホテル シャクナゲの湯 - 箱根湯寮 - 箱根強羅公園 - 大涌谷 駅食堂 - 桃源台ビューレストラン - 茶屋本陣 畔屋 - 小田急あしのこ茶屋 - カフェサンモリッツ 強羅店 - 乙女峠ふじみ茶屋 - 箱根登山名産店 湯本店、湯本駅前店、強羅SHOP、強羅店お土産処四季の彩 - 箱根ロープウェイ売店 小田原店、早雲山店 - 大涌谷 駅の店 - 小田原駅名産店 - 大山観光電鉄 | - 箱根ハイランドホテル - ホテルはつはな - 小田急箱根レイクホテル - ホテルとざん小田原 - 小田急ステーションホテル本厚木（神奈川県厚木市） - 小田急ホテルセンチュリー相模大野 - ホテルセンチュリー静岡（静岡県静岡市駿河区） - 箱根路 開雲 |

### 交通
- 小田急電鉄（小田急ロマンスカー）
- 小田急交通
  - 小田急交通南多摩
- 神奈中タクシー
  - 海老名相中

### 住まい・暮らし
- 小田急ハウジング
- 小田急不動産
- 小田急ムック保育園
- 小田急自動車整備
町田工場、三田工場、世田谷工場、新宿西口SS
- 金内メディカルクリニック
- 横浜銀行

※横浜銀行でポイントサービスを受ける場合、全本支店で適用される訳ではない。（基本的には小田急沿線に所在する本支店にて適用。）

## 歴史
- 2000年3月1日 - 小田急百貨店、現金での支払時にポイントが付加される「OPカード」が登場。
- 2000年8月 - クレジット機能を付けた、「OPCカード」が登場。
- 2007年4月 - JALカードと提携カードを発行開始。
- 2023年8月 - JCB及びJALカードの事業をジェーシービーに事業譲渡。VISA/MasterCardは、引き続き小田急電鉄の事業とされた。

## イメージキャラクター
- 三浦りさ子（ - 2008年）
- AYU（2008年 - ）